# Formacja antropologiczna
Formacja antropologiczna – zbiór podobnych do siebie składów rasowych terytorialnych grup ludzkich (w ujęciu przestrzennym i czasowym).
Strukturę rasową danej populacji najlepiej charakteryzuje skład typologiczny i skład rasowy.
Skład rasowy poprzez podobieństwa i różnice odzwierciedla stosunek pokrewieństwa między populacjami ludzkimi.